# Palpite
"Palpite" é uma canção de Vanessa Rangel composta pela mesma e lançada no álbum Vanessa Rangel, de 1997, o primeiro de sua carreira. Foi também lançada naquele mesmo ano na trilha sonora da telenovela Por Amor, da Rede Globo, como tema romântico dos personagens Milena e Nando, o que ajudou a impulsionar a canção como uma das mais tocadas do ano no Brasil no período. No ano seguinte, Vanessa Rangel foi eleita Artista Revelação no Prêmio Multishow de Música Brasileira. Em 2000, a canção foi selecionada para a coletânea As Cem Melhores do Século e as 14 Mais, do acervo fonográfico da gravadora EMI/Odeon e organizada por Ricardo Cravo Albin.

## Prêmios e Indicações
| Ano  | Prêmio                                   | Categoria            | Resultado | Ref.  |
| ---- | ---------------------------------------- | -------------------- | --------- | ----- |
| 1998 | 5º Prêmio Multishow de Música Brasileira | Melhor Música do Ano | Venceu    | [ 4 ] |

## Covers
- A música foi gravada em ritmo de axé pelo Terra Samba em 1999, e está presente no álbum "Auê do Terra".[5]